# Kvalfinnen
Kvalfinnen är en bergskedja i Antarktis. Den ligger i Östantarktis. Norge gör anspråk på området. Toppen på Kvalfinnen är 2 670 meter över havet.
Terrängen runt Kvalfinnen är platt åt nordost, men åt sydväst är den kuperad. Trakten är obefolkad. Det finns inga samhällen i närheten. 